# Alfred Maul
Alfred Maul (✰ Pößneck, 27 de novembro de 1870; ✝ Dresden, 27 de agosto de 1942) foi um engenheiro alemão, considerado o "pai do reconhecimento aéreo". Maul, que possuia uma oficina mecânica, efetuou experimentos a partir de 1900 com pequenos foguetes de sondagem movidos a combustível sólido. Em 1903, ele patenteou seu Foguete-câmera Maul.